# Всесвітній день гуманітарної допомоги
Всесвітній день гуманітарної допомоги — це міжнародний день, присвячений визнанню гуманітарного персоналу та тих, хто загинув, працюючи на гуманітарну допомогу. Він був визначений Генеральною Асамблеєю Організації Об'єднаних Націй як частина Резолюції Генеральної Асамблеї А/63/L.49 Генеральної Асамблеї ООН щодо посилення координації екстреної допомоги Організації Об'єднаних Націй, визначений 19 серпня. Цей день відзначається, коли тодішній спеціальний представник Генерального секретаря в Іраку Серджіо Вієйра-де-Мелло та 21 його колега загинули під час бомбардування штаб-квартири ООН у Багдаді.

## Історія
Визначення 19 серпня Всесвітнім днем гуманітарної допомоги є результатом невпинних зусиль Фонду Серджіо Вієйри-де-Мелло та його сім'ї, що тісно співпрацюють із послами Франції, Швейцарії, Японії та Бразилії в Женеві та Нью-Йорку, щоб організувати та скерувати проєкт резолюції через Генеральну Асамблею. Фонд висловив глибоку вдячність Генеральній Асамблеї Організації Об'єднаних Націй та всім державам-членам за гідний жест визнання, який забезпечив трагічну втрату Вієйри-де-Мелло та його 21 колег та всього гуманітарного персоналу, який, ставши жертвою, полегшив страждання жертв гуманітарної катастрофи, і діяльність не була марною.
Громадянин Бразилії Серджіо Вієйра-де-Мелло присвятив своє життя протягом тридцяти років в Організації Об'єднаних Націй, слугуючи в одних із найскладніших гуманітарних ситуацій у світі, щоб охопити безголосних жертв збройних конфліктів, полегшити їх страждання та привернути увагу на тяжке становище. Його смерть разом із 21 колегою 19 серпня 2003 р. у Багдаді позбавила жертв збройних конфліктів у всьому світі унікального гуманітарного лідера незрівнянної мужності, запалу та співпереживання, який безбоязно відстоював їхню справу та закарбував своє ім'я на карті світу. Ця трагічна подія також позбавила гуманітарну спільноту видатного гуманітарного лідера та інтелектуала, мислення, філософія, динамізм та мужність якого надихнули всіх і залишаються позачасовою спадщиною для наслідування майбутніми поколіннями.
Пам'ятаючи про цю спадщину, у 2006 році родина Вієйра-де-Мелло та група близьких друзів заснували Фонд Серджіо Вієйра-де-Мелло, присвячений продовженню його незавершеної місії заохочення діалогу між громадами та полегшення тяжкого становища жертв гуманітарних криз. Фонд присвячений підтримці ініціатив та зусиль щодо сприяння діалогу задля мирного примирення та співіснування між народами та спільнотами, розділеними конфліктами, через щорічну премію Серджіо Вієйри-Мелло, щорічну Меморіальну лекцію Серджіо Вієйри Мелло, стипендію Серджіо Вієйра-де-Мелло та пропаганду заради безпеки та незалежності гуманітарних організацій, де б вони не діяли та для кого б вони не діяли. Фонд розглядає Всесвітній день гуманітарної допомоги як належне вшанування всього гуманітарного персоналу, який зробив кінцеві жертви, щоб зробити світ кращим місцем для всіх жертв гуманітарної кризи, і заохочення до всіх своїх колег, які слугують, прагнути досягти ще більших висот у досягненні. ця похвальна мета.

## Вшанування пам'яті
Фонд Серджіо Вієйри-де-Мелло прагне тісно співпрацювати з усіма урядами, Організацією Об'єднаних Націй, міжнародними організаціями та неурядовими організаціями,, щоб щорічно відзначати Всесвітній день гуманітарної допомоги. Бюро ООН з координації гуманітарних питань очолює зусилля з планування та керівництва святкуванням Дня, який відзначається у всьому світі урядами, ООН та міжнародними гуманітарними організаціями та громадськими організаціями.
Всесвітній день гуманітарної допомоги вперше відзначили 19 серпня 2009 року. Наступні роки були зосереджені на певній темі. У 2010 році основна увага була зосереджена на реальній роботі та досягненнях гуманітарних працівників на місцях на тему «Ми — гуманітарні працівники [Архівовано 7 жовтня 2011 у Wayback Machine.]». Кампанія 2011 року «Люди допомагають людям [Архівовано 12 серпня 2021 у Wayback Machine.]» була спрямована на те, щоб надихнути дух допомоги всім. Кампанія 2012 року «Я був тут [Архівовано 15 серпня 2021 у Wayback Machine.]» мала на меті зробити ваш слід, зробивши щось добре десь для когось іншого. Кампанія охопила понад 1 мільярда людей у всьому світі. Його підтримала американська співачка Бейонсе, чий кліп на пісню «I Was Here» переглянули понад 50 мільйонів разів.
У 2013 році ООН та її партнери розпочали новаторський проєкт під назвою «Світ потребує більше…». У співпраці з глобальною рекламною фірмою Leo Burnett кампанія має на меті перетворити слова на допомогу людям, які постраждали від гуманітарної кризи. Компанії приватного сектору та меценати заохочують спонсорувати слово, яке, на їхню думку, світ може використати більше, наприклад, «дії». Тоді люди можуть «розблокувати» гроші, надані спонсорами, «поділившись» цими словами через соціальні медіа, SMS та на вебсайті [Архівовано 29 вересня 2020 у Wayback Machine.] кампанії www.worldhumanitarianday.org. Заходи, присвячені Всесвітньому дню гуманітарної допомоги та започаткуванню кампанії, пройшли у більш ніж 50 країнах світу.